# Slioudianka
Slioudianka (en russe : Слюдянка) est une ville de l'oblast d'Irkoutsk, en Russie, et le centre administratif du raïon de Slioudianka. Sa population s'élevait à 18 139 habitants en 2021.

## Géographie
Slioudianka est située au sud de la Sibérie, à l'extrémité sud-ouest du lac Baïkal et à 78 km au sud-ouest d'Irkoutsk et à 4 210 km à l'est de Moscou.

## Histoire
Le nom de la ville, mot russe pour mica, rappelle l'abondance des gisements minéraux de la région. La gare ferroviaire de Slioudianka et un hameau furent établis en 1905. Slioudanka accéda au statut de commune urbaine en 1928 puis à celui de ville en 1936.

## Population
Recensements ou estimations de la population
| 1906  | 1912  | 1916  | 1920  | 1930  | 1936   |
| ----- | ----- | ----- | ----- | ----- | ------ |
| 1 336 | 4 072 | 5 109 | 4 374 | 6 400 | 14 500 |

| 1959*  | 1967   | 1970*  | 1979*  | 1989*  | 2002*  |
| ------ | ------ | ------ | ------ | ------ | ------ |
| 21 388 | 23 067 | 20 639 | 19 804 | 19 872 | 19 118 |

| 2010*  | 2012   | 2013   | 2014   | 2015   | 2016   |
| ------ | ------ | ------ | ------ | ------ | ------ |
| 18 574 | 18 682 | 18 626 | 18 213 | 18 190 | 18 302 |

| 2017   | 2018   | 2019   | 2020   | 2021   | - |
| ------ | ------ | ------ | ------ | ------ | - |
| 18 241 | 18 287 | 18 190 | 18 213 | 18 139 | - |

## Économie
Slioudianka est un centre de fabrication de ciment et de matériaux de construction. Elle possède également une usine de traitement de poissons et des activités liées au transport ferroviaire.

## Transports
Slioudanka se trouve sur le chemin de fer Transsibérien, au kilomètre 5311 depuis Moscou. Sa gare est entièrement construite en marbre blanc. Dans la ville il y a beaucoup d'autobus et de minibus (marchroutka). Irkoutsk et Slioudanka sont reliées par une voie ferrée électrifiée.

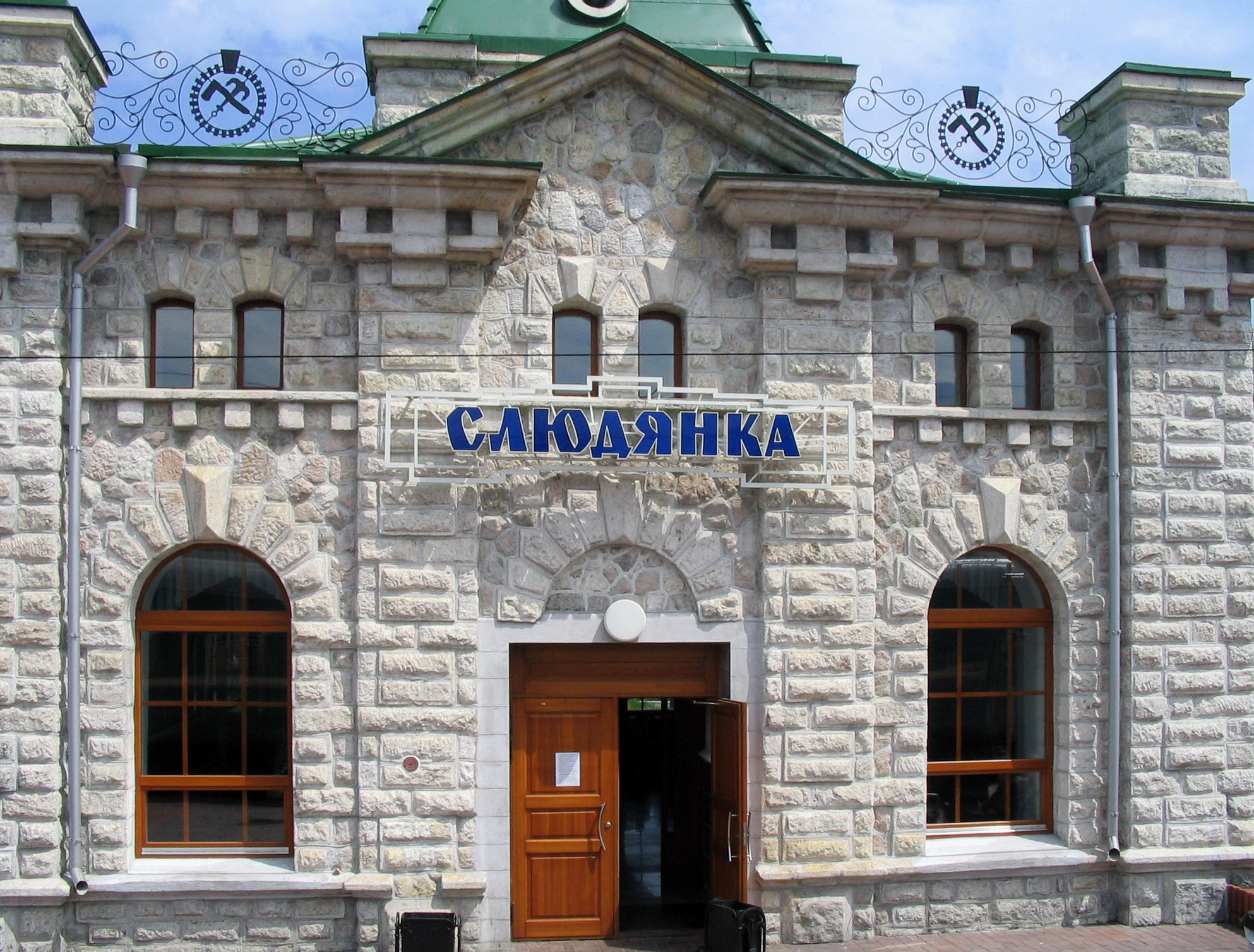
La gare ferroviaire en marbre de Slioudanka.